# Boundou
 (juillet 2018).
1660–1890
Entités précédentes :
- Royaume de Galam
- Empire du Djolof
- Bambouk
- Wouli

Entités suivantes :
- Colonie du Sénégal

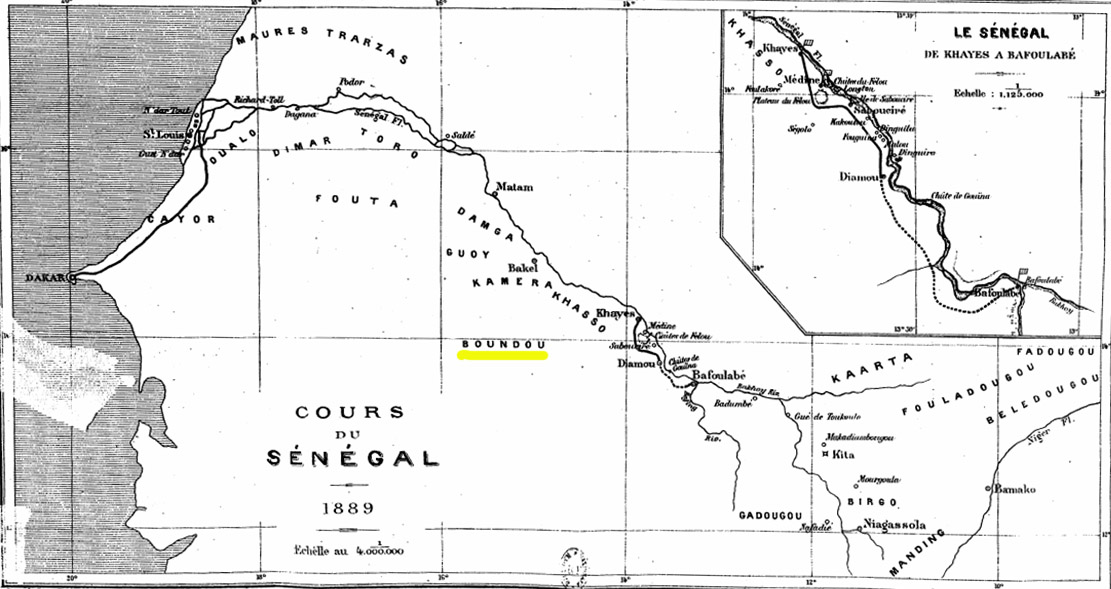
Localisation du Boundou sur une carte de 1889

Le Boundou (également écrit Bondou, Bondu et Bundu) est une région du Sénégal oriental qui a été le lieu de l’établissement du premier État musulman déclaré comme tel dans les années 1660, sous la direction de Malik Sy et de son fils Bubu Malik Sy.

## Histoire

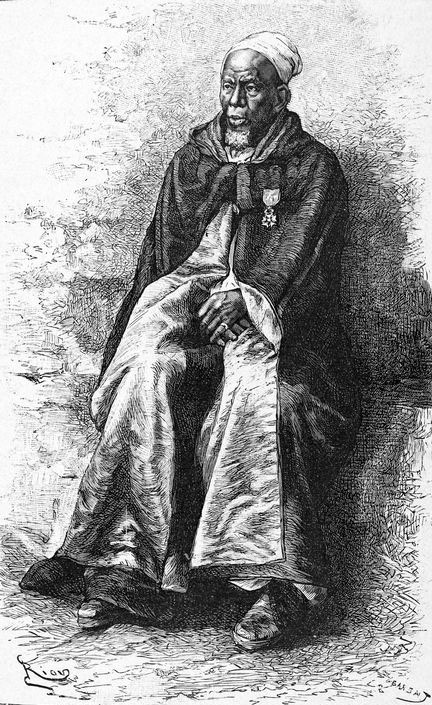
« Boubakar-Saada, roi du Bondou » (1889)

À la suite d'une tentative de prise du pouvoir au Fouta-Toro où la grande dynastie des Denianke règne, le marabout Torodo, Malick Sy Daouda, est obligé de fuir et arrive dans la région de la haute vallée du fleuve Sénégal dans les années 1660.
Il lutte d'abord contre l'empire du Djolof qui contrôle la région ainsi que contre les Malinkés qui, eux aussi, avaient une influence sur la région bordant les royaumes malinkés du Wouli et du Bambouk.
Après avoir remporté des victoires militaires, il crée l'État musulman du Boundou, le premier déclaré comme tel en Afrique de l'Ouest, qui fait frontière avec les royaumes du Djolof, le Fouta-Toro, le Galam, le Bambouk. À son apogée, le Boundou fit sentir son influence jusqu'au États soninkés du Galam et du sud de la Mauritanie et au Guidimakha, une province de l'État soninké du Diarra.
L'économie est centrée, comme dans les royaumes frontaliers, sur le commerce de la gomme arabique, mais aussi et surtout sur l'élevage et l'agriculture. La région est particulièrement fertile.
Ibrahim Diallo, le grand-père du célèbre imam peul Ayuba Souleiman Diallo, qui avait fondé un village au Bondou avec l'autorisation du roi du Fouta-Toro, avait décrété que "tous ceux qui viendraient se réfugier ici seraient protégés de l'esclavage, ce privilège n'étant toutefois réservé qu'à ceux qui savent lire et reconnaissent le nom de Dieu", c'est-à-dire les musulmans.
Les Almamys du Boundou ont souvent lutté contre la traite atlantique. Plusieurs caravanes d'esclaves en provenance de la Côte-de-l'Or ou du golfe de Guinée, passèrent clandestinement dans la région. La population du Boundou est variée du point de vue ethnique : Wolofs, Peuls, Malinkés, Diakhanké, Soninkés et les groupes Tenda cohabitaient en paix. Très vite le Boundou a été convoité par les Européens lors de la colonisation, car la région est un point stratégique pour l'accès aux mines d'or du Falémé et du Bouré, et considérée comme un grenier à cause de son agriculture florissante. La France coloniale parvient à dominer le Boundou, non sans mal, à la fin du XIXe siècle.

## Voir aussi

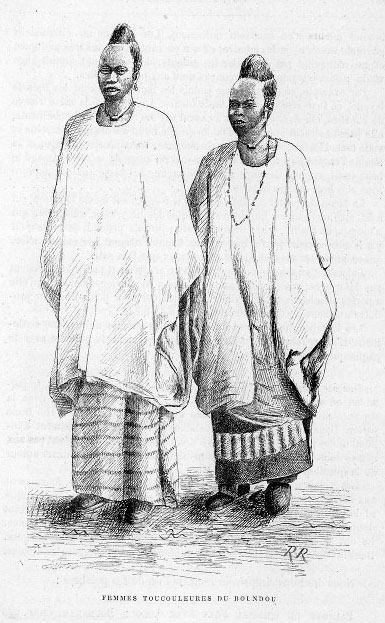
Femmes toucouleures du Boundou (gravure de 1890)

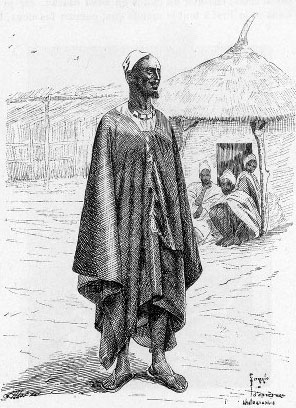
Un griot du roi du Boundou (1890)